# Stubline (Obrenovac)
Stubline (em cirílico:Стублине) é uma vila da Sérvia localizada no município de Obrenovac, pertencente ao distrito de Belgrado, na região de Posavina. A sua população era de 3204 habitantes segundo o censo de 2009.

## Demografia
| 1948  | 1953  | 1961  | 1971  | 1981  | 1991  | 2002  |
| ----- | ----- | ----- | ----- | ----- | ----- | ----- |
| 2 040 | 2 140 | 2 331 | 2 605 | 2 895 | 3 182 | 3 099 |